# Ursula Graeff (Schauspielerin)
Ursula Graeff (* 1924) ist eine deutsche Schauspielerin.

## Leben und Wirken
Ursula Graeff spielte als Theaterschauspielerin an verschiedenen deutschsprachigen Bühnen wie beispielsweise dem Theater im Zimmer in Hamburg, den Hamburger Kammerspielen und dem Kleinen Theater in Heilbronn. In Letzterem spielte sie unter anderem in der Eröffnungsvorstellung der Spielzeit 1952/53 die Titelrolle in Gotthold Ephraim Lessings Emilia Galotti.
Gelegentlich wirkte sie auch in Film- und Fernsehproduktionen mit. Zu sehen war sie etwa in der Rudolf-Jugert-Märchenverfilmung von Die Gänsemagd als Die alte Königin, in einer Aufzeichnung von Ida Ehres Inszenierung der Komödie Das Kuckucksei an den Hamburger Kammerspielen, in den Serien Cliff Dexter und Die Cleveren sowie zuletzt 2006 in NimmerMeer.
Graeff wirkte auch in einigen Hörspielproduktionen mit.

## Filmografie
- 1960: Der Schlagbaum
- 1961: Die Sendung der Lysistrata
- 1965: Unsterblichkeit mit Marschmusik
- 1966: Cliff Dexter
- 1968: Johannes durch den Wald
- 1970: Das Kuckucksei
- 1972: Gewissensentscheidung
- 1975: Zwei Finger einer Hand
- 1976: Ein herrlicher Tag
- 1977: Die Gänsemagd
- 1990: Insel der Träume
- 2000: Die Cleveren
- 2006: NimmerMeer